# The Warlocks
The Warlocks sind eine US-amerikanische Alternative-Rock-Band.

## Bandgeschichte
Die Band wurde 1999 von Bobby Hecksher in Kalifornien ins Leben gerufen und hat mehrfache Umbesetzungen erlebt.
Aktuell (2013) besteht die Band aus fünf Mitgliedern:
- Bobby Hecksher (Gesang, Gitarre)
- JC Rees (Gitarre)
- Earl V. Miller (Gitarre, Drone Machine)
- Chris Di Pino (Bass)
- George Serrano (Schlagzeug)

## Stil
Die Musik greift Elemente des Psychedelic Rock auf und verbindet diese mit anderen Stilelementen. Durch den weitgehenden Lo-Fi-Klang der veröffentlichten Alben ist eine klangliche Nähe zu den anfangs und quasi zeitgleich ebenfalls unter dem Namen The Warlocks auftretenden Bands The Velvet Underground und The Grateful Dead hörbar.

## Diskografie
- Rise and Fall – Bomp! Records, 2001
- Phoenix – Birdman Records/ Mute Records, 2002
- Surgery – Mute Records, 2005
- Heavy Deavy Skull Lover – Tee Pee Records, 2007
- The Mirror Explodes – Tee Pee Records, 2009
- Skull Worship – Cargo / Zap Banana, 2013